# Omblèze
Omblèze (okzitanisch: Ombleses) ist eine französische Gemeinde mit 60 Einwohnern (Stand: 1. Januar 2022) im Département Drôme in der Region Auvergne-Rhône-Alpes; sie gehört zum Arrondissement Die und zum Kanton Crest. Die Bewohner werden Omblèziens und Omblèziennes genannt.

## Geografie
Omblèze liegt etwa 27 Kilometer ostsüdöstlich von Valence. Hier entspringt die Gervanne. Umgeben wird Omblèze von den Nachbargemeinden Léoncel im Nordwesten und Norden, Bouvante im Nordosten, Saint-Julien-en-Quint im Osten, Eygluy-Escoulin im Süden, Plan-de-Baix im Südwesten und Westen sowie Le Chaffal im Westen.

## Bevölkerungsentwicklung
| Jahr                       | 1962 | 1968 | 1975 | 1982 | 1990 | 1999 | 2006 | 2019 |
| -------------------------- | ---- | ---- | ---- | ---- | ---- | ---- | ---- | ---- |
| Einwohner                  | 90   | 62   | 52   | 54   | 64   | 66   | 71   | 71   |
| Quellen: Cassini und INSEE |      |      |      |      |      |      |      |      |

## Sehenswürdigkeiten
- Höhlen
- Kirche Saint-Jean-Baptiste im Ortsteil Les Boutons
- Kirche Sainte-Marie-Madeleine im Ortsteil Ansage
- Reste der ehemaligen Prioratskirche Sainte-Marie-Madeleine im Ortsteil Ansage

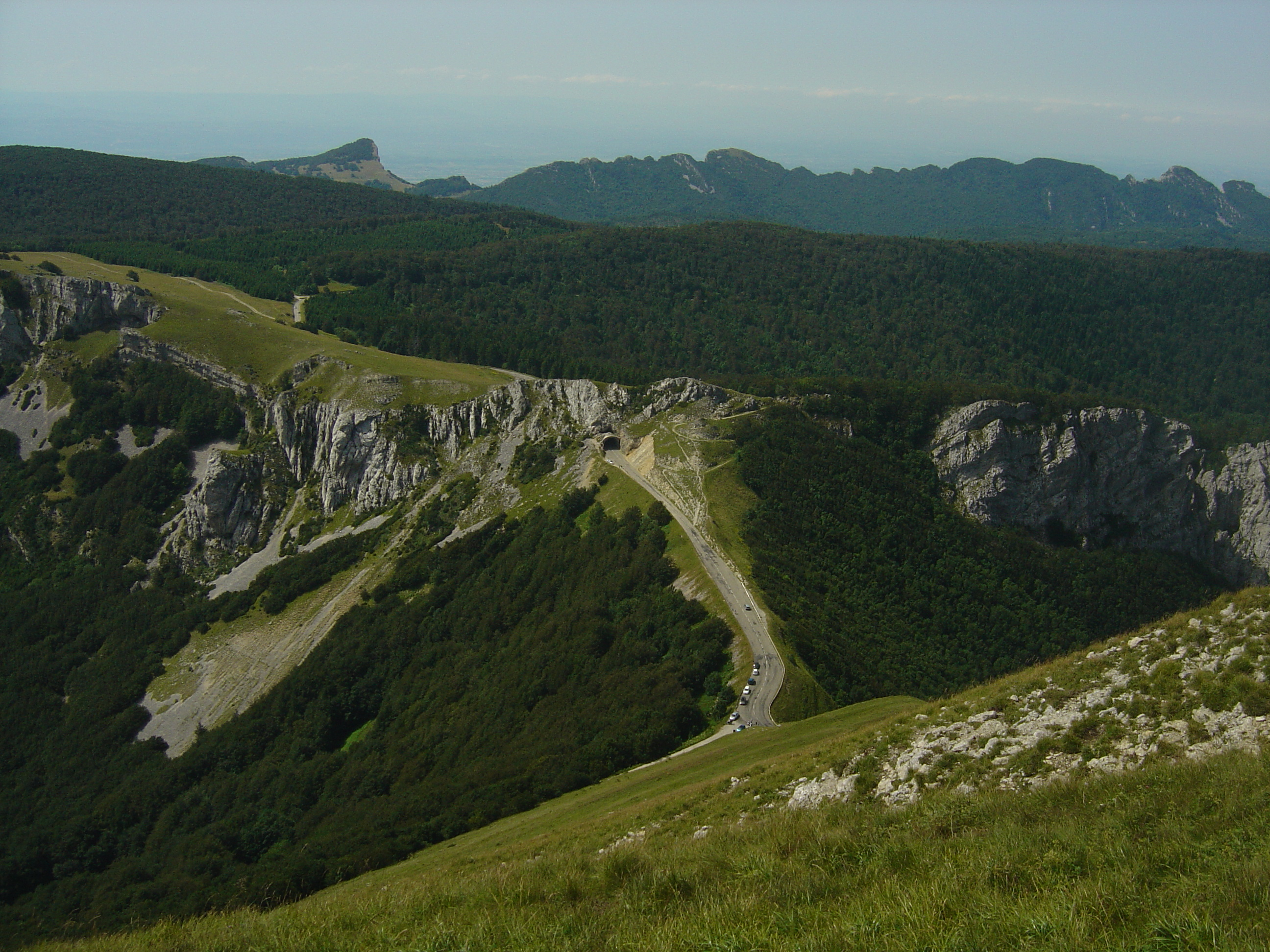
1328 m hoher Col de la Bataille